# Alice Mills
Alice Mary Mills (Brisbane (Queensland), 23 mei 1986) is een Australische zwemster. Mills werd samen met Lisbeth Lenton, Petria Thomas en Jodie Henry olympisch kampioene op de 4x100 meter vrije slag op de Olympische Zomerspelen 2004.

## Carrière
Mills maakte haar internationale debuut op de Gemenebestspelen 2002 in Manchester waar ze samen met Jodie Henry, Petria Thomas en Sarah Ryan het goud veroverde op de 4x100 meter vrije slag. Individueel bereikte de Australische de vierde plaats op de 50 meter vrije slag en de vijfde plaats op de 200 meter wisselslag. Enkele weken later, op de Pan Pacific kampioenschappen zwemmen 2002 in Yokohama, won Mills opnieuw goud op de 4x100 meter vrije slag. Dit deed ze met hetzelfde team als in Manchester. Daarnaast legde de Australische beslag op het zilver tijdens de 4x200 meter vrije slag, dit deed zij samen met Petria Thomas, Elka Graham en Giaan Rooney.
In 2003 reisde Mills af naar Barcelona om deel te nemen aan de wereldkampioenschappen zwemmen 2003. Aan de Spaanse oostkust legde Mills, achter Inge de Bruijn, beslag op de zilveren medaille op de 50 meter vrije slag. Diezelfde kleur medaille ontving de Australische op de 200 meter wisselslag. Met haar ploeggenoten Elka Graham, Linda Mackenzie en Kirsten Thomson won Mills opnieuw zilver, ditmaal op de 4x200 meter vrije slag. Op de 4x100 meter vrije slag ging de Australische met het brons naar huis, deze prestatie zette zij neer samen met Lisbeth Lenton, Elka Graham en Jodie Henry.
Op de Olympische Zomerspelen 2004 in Athene werd Mills samen met Lisbeth Lenton, Petria Thomas en Jodie Henry olympisch kampioene op de 4x100 meter vrije slag. Op de 200 meter wisselslag werd de Australische uitgeschakeld in de halve finales. Op de 4x200 meter vrije slag kwam Mills, samen met Elka Graham, Shayne Reese en Petria Thomas, 0,05 seconde tekort voor een medaille. Op de 4x100 meter wisselslag zwom de Australische alleen in de series, In de finale zorgden Giaan Rooney, Leisel Jones, Petria Thomas en Jodie Henry ervoor dat Mills opnieuw een gouden medaille in ontvangst mocht nemen.

### 2005-2008
Tijdens de wereldkampioenschappen zwemmen 2005 in Montreal was Mills lid van het Australische team dat de wereldtitel veroverde op de 4x100 meter vrije slag, haar ploeggenoten waren Jodie Henry, Shayne Reese en Lisbeth Lenton. Individueel eindigde de Australische als vijfde op de 50 meter vrije slag en als zesde op de 100 meter vrije slag, op de 50 meter vlinderslag werd ze uitgeschakeld in de halve finales.
Op de Gemenebestspelen 2006 in Melbourne legde Mills samen met Lisbeth Lenton, Jodie Henry en Shayne Reese beslag op de gouden medaille op de 4x100 meter vrije slag. Individueel won de Australische drie maal de bronzen medaille, op de 50 en 100 meter vrije slag en de 50 meter vlinderslag. Op de 100 meter vlinderslag eindigde ze als vierde. Op de Australische kampioenschappen zwemmen in december 2006 wist Mills zich niet te kwalificeren voor de wereldkampioenschappen zwemmen 2007.
Op de Australische kampioenschappen zwemmen 2008 in Sydney kwalificeerde Mills zich voor de Olympische Zomerspelen 2008 in Peking. Enkele weken later nam de Australische deel aan de wereldkampioenschappen kortebaanzwemmen 2008 in Manchester, op dit toernooi veroverde zij het zilver op de 4x100 meter vrije slag, samen met Shayne Reese, Kelly Stubbins en Angie Bainbridge, en op de 4x100 meter wisselslag met Rachel Goh, Sarah Katsoulis en Felicity Galvez. Individueel eindigde ze als vijfde op de 50 meter vrije slag en als zevende op de 100 meter vrije slag. Op de Spelen veroverde Mills samen met Cate Campbell, Melanie Schlanger en Libby Trickett de bronzen medaille op de 4x100 meter vrije slag.

### 2009-heden
Na het missen van de wereldkampioenschappen zwemmen 2009, keerde de Australische terug op internationaal niveau tijdens de Pan Pacific kampioenschappen zwemmen 2010 in Irvine. Op dit toernooi eindigde ze als tiende op de 50 meter vrije slag, op de 100 meter vrije slag strandde ze in de series. In Delhi nam Mills deel aan de Gemenebestspelen 2010, op dit toernooi eindigde ze als zesde op de 50 meter vrije slag.

## Internationale toernooien
| Jaar | Olympische Spelen                                                                                               | WK langebaan                                                                     | WK kortebaan                                                                   | PanPacs | Gemenebestspelen                                                                             |
| ---- | --- | -------------------------------------------------------------------------------- | ------------------------------------------------------------------------------ | --- | -------------------------------------------------------------------------------------------- |
| 2002 | |                                                                                  | geen deelname                                                                  | 4e 50m vrije slag · serie 100m vrije slag · serie 100m vlinderslag · 8e 200m wisselslag · 4x100m vrije slag · 4x200m vrije slag | 4e 50m vrije slag · 9e 100m vlinderslag · 5e 200m wisselslag · 4x100m vrije slag             |
| 2003 | | 50m vrije slag · 200m wisselslag · 4x100m vrije slag · 4x200 m vrije slag        |                                                                                | |                                                                                              |
| 2004 | 10e 200m wisselslag · 4x100m vrije slag · 4e 4x200m vrije slag · 4x100m wisselslag · Mills zwom enkel de series |                                                                                  | geen deelname                                                                  | |                                                                                              |
| 2005 | | 5e 50m vrije slag · 6e 100m vrije slag · 10e 50m vlinderslag · 4x100m vrije slag |                                                                                | |                                                                                              |
| 2006 | |                                                                                  | geen deelname                                                                  | geen deelname | 50m vrije slag · 100m vrije slag · 50m vlinderslag · 4e 100m vlinderslag · 4x100m vrije slag |
| 2007 | | geen deelname                                                                    |                                                                                | |                                                                                              |
| 2008 | 4x100m vrije slag                                                                                               |                                                                                  | 5e 50m vrije slag · 7e 100m vrije slag · 4x100m vrije slag · 4x100m wisselslag | |                                                                                              |
| 2009 | | geen deelname                                                                    |                                                                                | |                                                                                              |
| 2010 | |                                                                                  | geen deelname                                                                  | 10e 50m vrije slag 26e 100m vrije slag                                                                                          | 6e 50m vrije slag                                                                            |

## Persoonlijke records
Bijgewerkt tot en met 12 augustus 2009

### Kortebaan
| Afstand          | Tijd    | Datum            | Plaats     |
| ---------------- | ------- | ---------------- | ---------- |
| 50m vrije slag   | 24,43   | 12 april 2008    | Manchester |
| 100m vrije slag  | 53,24   | 10 april 2008    | Manchester |
| 200m vrije slag  | 1.59,29 | 12 augustus 2009 | Hobart     |
| 50m vlinderslag  | 26,21   | 20 november 2005 | Sydney     |
| 100m vlinderslag | 59,04   | 27 november 2004 | Melbourne  |
| 200m wisselslag  | 2.09,86 | 19 november 2005 | Sydney     |

### Langebaan
| Afstand          | Tijd    | Datum            | Plaats    |
| ---------------- | ------- | ---------------- | --------- |
| 50m vrije slag   | 24,49   | 12 maart 2005    | Sydney    |
| 100m vrije slag  | 53,96   | 12 maart 2005    | Sydney    |
| 200m vrije slag  | 2.00,38 | 18 augustus 2004 | Athene    |
| 50m vlinderslag  | 26,64   | 31 januari 2006  | Melbourne |
| 100m vlinderslag | 58,16   | 2 februari 2006  | Melbourne |
| 200m wisselslag  | 2.12,47 | 27 maart 2004    | Sydney    |